# Giorgio Tozzi
Giorgio Tozzi, alla nascita George John Tozzi (Chicago, 8 gennaio 1923 – Bloomington, 30 maggio 2011) è stato un basso statunitense.

## Biografia
Di origine italiana, fu allievo di Rosa Raisa e di Giacomo Rimini a Chicago, debuttando come baritono nel 1948 allo Ziegfield Theatre di New York in The Rape of Lucretia di Benjamin Britten, seguita l'anno successivo dal debutto londinese nella commedia musicale Tough at the top di Vivien Ellis.
Proseguì gli studi a Milano con Giulio Lorandi, passando al registro di basso e debuttando nel 1950 al "Teatro Nuovo" della stessa città ne La sonnambula. In seguito cantò in diversi teatri italiani (Torino Firenze, Parma) e in particolare al Teatro alla Scala, nel 1953 (Stromminger ne La Wally e Lodovico in Otello), 1958 e 62 (Conte di Saint-Bris ne Les Huguenots).
Nel 1955, con La Gioconda, cominciò l'avventura al Metropolitan, che fu il suo teatro d'elezione e dove cantò in più di 500 recite, tra gli altri nei ruoli di Figaro ne Le nozze di Figaro, Sarastro ne Il flauto magico, Don Basilio ne Il barbiere di Siviglia, Pimen in Boris Godunov, Ramfis in Aida, Fiesco in Simon Boccanegra, Silva in Ernani, Banco in Macbeth, Gremin in Eugenio Onieghin, Méphistophélès in Faust, Colline ne La bohème. Nel 1958 gli fu affidato il ruolo del Dottore nella prima mondiale di Vanessa di Samuel Barber, interpretato anche l'anno successivo nella prima europea a Salisburgo. Fu presente frequentemente anche alla San Francisco Opera.
Incise la colonna sonora del film musicale South Pacific, che fu un successo mondiale. Nel 1992 pubblicò un libro di racconti dal titolo The Golem of the Golden West.
Come appare dalla vastità del repertorio, Giorgio Tozzi fu artista versatile, in grado di spaziare dai ruoli di basso cantabile a quelli di basso drammatico. Svolse fino al 2006 un'intensa attività di insegnante di canto in importanti scuole americane, quali la Juilliard School, la Brigham Young University e l'Indiana University a Bloomington, dove morì all'età di 88 anni.

## Discografia

### Incisioni in studio
- Rossini - Guglielmo Tell (Gualtiero Farst) - Taddei, Carteri, Filippeschi, Tozzi, Sciutti, Clabassi - Rossi - Cetra 1952
- Verdi - Il trovatore - Del Monaco, Tebaldi, Savarese, Simionato, Tozzi - Erede - Decca 1956
- Verdi - Rigoletto - Merrill, Björling, Peters, Tozzi, Rota - Perlea - RCA 1956
- Puccini - La bohème - Bjorling, De los Ángeles, Merrill, Amara, Tozzi, Reardon, Corena - Beecham - RCA/HMV 1956
- Verdi - La forza del destino - Milanov, Di Stefano, Warren, Tozzi, Elias, Mantovani - Previtali - RCA/Decca 1958
- Donizetti - Lucia di Lammermoor - Peters, Peerce, Maero, Tozzi - Leinsdorf - RCA 1958
- Rossini - Il barbiere di Siviglia - Peters, Merrill, Valletti, Tozzi, Corena - Leinsdorf - RCA 1958
- Mozart - Le nozze di Figaro - Tozzi, London, Della Casa, Peters, Elias - Leinsdorf - RCA 19580
- Barber - Vanessa - Steber, Gedda, Resnik, Tozzi - Mitropoulos - RCA 1958
- Puccini - La fanciulla del West - Tebaldi, Del Monaco, MacNeil, Tozzi - Capuana - Decca 1958
- Puccini - Turandot - Nilsson, Bjorling, Tebaldi, Tozzi - Leinsdorf - RCA 1959
- Verdi - Il trovatore - Tucker, Price, Warren, Elias, Tozzi - Basile - RCA 1959
- Wagner - L'olandese volante (Daland) - London, Rysanek, Tozzi, Liebl, Elias - Dorati - RCA/Decca 1960
- Verdi - Requiem - Price, Elias, Bjorling, Tozzi - Reiner - RCA/Decca 1960
- Puccini - La bohème - Moffo, Tucker, Merrill, Costa, Tozzi, Maero, Onesti - Leinsdorf - RCA 1961
- Verdi - Aida - Price, Vickers, Gorr, Merrill, Tozzi, Clabassi - Solti - RCA/Decca 1962
- Verdi - La forza del destino - Price, Tucker, Merrill, Tozzi, Flagello, Verrett - Schippers - RCA 1964
- Verdi - Luisa Miller (conte Walter) - Moffo, Bergonzi, MacNeil, Verrett, Tozzi, Flagello - Cleva - RCA 1965

### Edizioni dal vivo
- Catalani - La Wally - Tebaldi, Del Monaco, Guelfi, Scotto, Tozzi - Giulini - La Scala 1953 ed. IDIS/Legato
- Puccini - La fanciulla del West - Steber, Del Monaco, Guelfi, Tozzi - Mitropoulos - Firenze 1954 - ed. Cetra/Arkadia/Myto
- Ponchielli - La Gioconda - Milanov, Baum, Warren, Rankin, Tozzi - Cleva - Met 1955 - ed. Bensar/Lyric Distribution
- Verdi - Aida - Curtis Verna, Bergonzi, Dalis, Merrill, Tozzi - Cleva - Met 1957 - ed. Bongiovanni
- Saint-Saëns - Samson et Dalila - Del Monaco, Stevens, Tozzi - Cleva - Met 1958 - ed. Myto
- Mozart - Il flauto magico - Gedda, Davy, Peters, Uppman, Allen, Tozzi - Leinsdorf - Met 1958 ed. Bensar
- R. Strauss - Elettra - Borkh, Yeend, Thebom, Tozzi, Lloyd - Mitropoulos - Carnegie Hall 1958 - ed. Arkadia/Living Stage
- Verdi - Simon Boccanegra - Guarrera, Milanov, Bergonzi, Tozzi, Flagello - Mitropoulos - Met 1960 - ed. Walhall
- Verdi - Simon Boccanegra - Guarrera, Tebaldi, Tucker, Tozzi, Flagello - Verchi - Met 1961 - ed. Myto
- Verdi - Nabucco - Bastianini, Udovich, Tozzi, Cioni, Martin - Molinari Pradelli - San Francisco 1961 - ed. Lyric Distribution
- Meyerbeer - Gli ugonotti - Corelli, Sutherland, Simionato, Tozzi, Ghiaurov - Gavazzeni - La Scala 1962 - ed. Melodram/GOP/Nuova Era
- Ponchielli - La Gioconda - Farrell, Corelli, Merrill, Rankin, Tozzi - Cleva - Met 1962 ed. Encore/Celestial Audio
- Verdi - Ernani - Bergonzi, Price, Mac Neil, Tozzi - Schippers - Met 1962 - ed. Movimento Musica
- Verdi - Aida - Tucci, Corelli, Dalis, MacNeil, Tozzi - Schick - Met 1962 - ed. GOP/Myto
- Boito - Mefistofele - Tozzi, Kónya, Costa - Molinari Pradelli - San Francisco 1963 ed- Premiere Opera
- Verdi - Don Carlo - Corelli, Tozzi, Herlea, Rysanek, Dalis - Adler - Met 1964 - ed. Living Stage
- Ponchielli - La Gioconda - Curtis Verna, Corelli, Bardelli, Dunn, Tozzi - Guadagno - Philadelphia 1964 ed. BCS/Lyric Distribution
- Verdi - La forza del destino - Tucci, Corelli, Bastianini, Tozzi - Santi - Met 1965 - ed. GOP/Myto/Gala
- Verdi - Simon Boccanegra - Taddei, Stella, Tozzi, Cecchele - Patanè - Monaco di Baviera 1966 - ed. GDS
- Verdi - Don Carlo - Corelli, Tozzi, Merrill, Kabaivanska, Bumbry - Adler - Met 1970 ed. Opera Lovers